# Pisteur - Livre 1
Pour les articles homonymes, voir Pathfinder.
Pisteur - Livre 1 (titre original : Pathfinder) est un roman de science-fiction de l'écrivain américain Orson Scott Card, publié en 2010 puis traduit en français et publié par J'ai lu en deux tomes en 2013,. Il s'agit du premier roman de la trilogie Pisteur, centrée sur des problématiques de voyage dans le temps.

## Résumé
Rigg, un enfant de treize ans, a grandi en compagnie de son père qui a pourvu à son éducation dans de nombreux domaines : la subsistance en forêt, les langues étrangères, la finance, le droit, la bienséance, ... Quand ce dernier meurt, il lui demande juste avant de décéder d'aller trouver Nox, la tenancière d'une auberge du village de Gué-de-la-Chute dans laquelle ils ont déjà séjourné dans le passé, afin qu'elle lui remette des pierres précieuses qui lui seront nécessaires pour parvenir à se rendre dans la grande cité d'Aressa Sessamo pour y rencontrer sa sœur et sa mère dont l'existence lui est ainsi révélée. Rigg est une personne ayant un pouvoir particulier : celui de voir autour de lui les traces laissées par tout être vivant, personne ou animal, quel que soit le moment du passé. Au début de son voyage, Umbo, un garçon de quatorze ans vivant au village de Gué-de-la-Chute et avec qui il a passé plusieurs moments de sa jeunesse, est amené à se joindre à lui, à la suite du décès accidentel de son jeune frère et à l'irrévocable animosité de son père à son égard. Umbo possède également un pouvoir, celui de ralentir le temps comme il le souhaite. Rigg et Umbo découvrent qu'en utilisant conjointement leurs dons, Rigg est capable d'interagir avec des personnes ou animaux du passé après avoir suivi leurs traces.
Dans le village de Halte-de-Flaque, les deux garçons font la connaissance d'un couple de tavernier sans enfant : Miche, un ancien soldat, et Flaque, sa femme. Ces derniers se prennent d'amitié pour Rigg et Umbo ; Miche leur propose de les accompagner à la ville d'O, afin que Rigg puisse y vendre une de ses dix-neuf pierres précieuses, afin de pouvoir obtenir suffisamment d'argent pour voyager jusqu'à Aressa Sessamo et y résider quelque temps. Malheureusement, peu après leur visite à un banquier, les trois amis sont arrêtés par le général Haddamander Citoyen, Rigg étant accusé d'usurper l'identité de Rigg Sessamakesh, le prince héritier disparu peu après sa naissance. Ils sont transférés par bateau à Aressa Sessamo mais, lors du trajet, Umbo et Miche parviennent à s'évader. Ils retournent à O et s'y installent quelque temps afin qu'Umbo perfectionne l'usage de son don. Arrivé à Aressa Sessamo, Rigg est retenu prisonnier dans la demeure de Flacommo, où il y rencontre sa mère, Hagia Sessamin puis sa sœur, Param Sissaminka. Il y apprend que celui qu'il prenait pour son père ne l'était en fait pas et qu'il est réellement le prince héritier, fils de Knosso Sissamik. Il apprend également que sa sœur Param possède elle-aussi un pouvoir, celui de devenir invisible en limitant sa présence dans le réel à d’infimes fractions de secondes, entrecoupées de vide.
Durant sa captivité, Rigg obtient le droit de se rendre aux immenses bibliothèques d'Aressa Sessamo qui contiennent tout le savoir de ce monde. Il découvre que l'un des gardes chargés de l'escorter, Olivenko, a eu pour mentor dans sa jeunesse son propre père, Knosso Sissamik. Une amitié apparaît alors entre Rigg et Olivenko. Rigg découvre un complot ourdi par sa mère et le général Haddamander Citoyen visant à les faire accéder aux titres de roi et reine. Pour y parvenir, Rigg et sa sœur doivent mourir. Le retour de Miche et Umbo permet à Rigg, Param et Olivenko de s'enfuir de la demeure de Flacomo juste avant l'exécution de ce complot. Le groupe de cinq décide alors d'essayer de traverser le Mur, un champ invisible entourant leur monde et faisant naître une telle peur et un tel désespoir dans l'esprit de ceux qui tentent de s'en approcher qu'une traversée a toujours été impossible. Leur plan est simple : Rigg suit la trace d'un animal ayant traverser l'emplacement du mur avant que celui-ci ne soit construit, soit 11191 ans plus tôt. En le touchant en compagnie de Miche et Olivenko, ils parviennent à se déplacer dans le temps, franchir l'emplacement futur du mur, puis revenir au présent grâce au pouvoir d'Umbo. Une fois cela fait, Param ralentit énormément sa présence ainsi que celle d'Umbo dans le réel, l'emprise du champ du mur devenant alors supportable pour leur permettre de le traverser.
De l'autre côté du mur, le groupe rencontre un homme semblable traits pour traits à celui que Rigg prenait pour son père durant toute son enfance. Il leur révèle que ce dernier et lui sont en fait des machines, nommées sacrifiables et que tous les êtres humains de leur planète sont des descendants des habitants de la planète Terre venu coloniser cette planète qu'ils appelèrent Jardin. Il leur dévoile également qu'un nouveau vaisseau de terriens devrait bientôt arriver.

## Éditions
- Pathfinder, Simon Pulse, 23 novembre 2010, 662 p.  (ISBN 978-1-4169-9176-2)
- Pisteur - Livre 1 - Partie 1, J'ai lu, 24 août 2013, trad. Mathieu Jacquet, 313 p.  (ISBN 978-2-290-02320-4)
- Pisteur - Livre 1 - Partie 2, J'ai lu, 5 octobre 2013, trad. Mathieu Jacquet, 346 p.  (ISBN 978-2-290-06099-5)
- Pisteur - Livre 1, J'ai lu, 9 septembre 2015, trad. Mathieu Jacquet, 540 p.  (ISBN 978-2-290-02330-3)